# San Marino Academy 2023-2024
Questa voce raccoglie le informazioni riguardanti il San Marino Academy nelle competizioni ufficiali della stagione 2023-2024.

## Stagione
La stagione del San Marino Academy si apre con l'annuncio dell'arrivo di un nuovo tecnico a rilevare Giulia Domenichetti che diresse le Titane nella stagione precedente portandole alla salvezza. Dopo aver reso noto l'arrivo di Geppino Marino a inizio luglio e che questo decida di non proseguire il percorso con la società poco più di due settimane più tardi, l'incarico viene assunto da Massimo Ricci, già sulla panchina del Ravenna nelle ultime quattro stagioni.
Dopo la 7ª giornata di campionato inizia da parte della dirigenza una serie di avvicendamenti sulla panchina della squadra, esonerando Ricci a metà novembre che con una sola vittoria, tre pareggi e tre sconfitte lascia il San Marino Academy al 10º posto in classifica e a due punti dalla zona retrocessione. Al suo posto, dopo una parentesi di due giornate affidate ad interim a Gianni Marzocchi, già vice di Ricci, viene chiamato Giacomo Venturi, ex ChievoVerona FM, tecnico che prosegue la stagione riuscendo a ottenere, benché sempre nella parte bassa della classifica, il 12º posto e la salvezza per le Titane con diverse giornate dalla fine del campionato.
In Coppa Italia la corsa si interrompe fin dal primo incontro con il Verona, il 10 settembre 2023, con il San Marino Academy che perde di misura lo scontro casalingo dei sedicesimi di finale.

## Divise e sponsor
Il completo da gioco principale del San Marino Academy è completamente di colore azzurro scuro, compresi pantaloncini e calzettoni, con numeri, nomi e delle brevi porzioni di bianco sulle spalle e sull'orlo inferiore della maglia. La seconda maglia è invece completamente rossa, sempre con delle piccole zone bianche negli stessi punti. Il portiere indossa la divisa rossa quando la squadra non è in completo da trasferta oppure una completamente nera con lo stesso pattern. Main sponsor è Marlù gioielli e fornitore delle divise è Macron.
| Casa | Trasferta |

## Rosa
Rosa, ruoli e numeri di maglia tratti dal sito ufficiale, aggiornati al 7 giugno 2024.
| N. |                       | Ruolo | Calciatrice            |
| -- | --------------------- | ----- | ---------------------- |
| 1  | Italia (bandiera)     | P     | Giorgia Basile         |
| 2  | Irlanda (bandiera)    | D     | Shauna Margaret Peare  |
| 3  | Italia (bandiera)     | D     | Giulia Montalti        |
| 4  | Italia (bandiera)     | D     | Valeria Gardel         |
| 7  | Italia (bandiera)     | C     | Kristin Carrer         |
| 8  | Italia (bandiera)     | C     | Giorgia Bertolotti     |
| 10 | Italia (bandiera)     | C     | Chiara Modesti         |
| 11 | Italia (bandiera)     | D     | Maria Grazia Ladu      |
| 12 | Italia (bandiera)     | D     | Aurora Manzetti        |
| 13 | San Marino (bandiera) | A     | Yésica Soledad Menín   |
| 14 | Italia (bandiera)     | C     | Viola Brambilla        |
| 16 | Italia (bandiera)     | P     | Giulia Limardi         |
| 17 | Spagna (bandiera)     | A     | Yolanda Bonnín Roselló |

| N. |                       | Ruolo | Calciatrice         |
| -- | --------------------- | ----- | ------------------- |
| 18 | Italia (bandiera)     | A     | Valentina Sardo     |
| 19 | San Marino (bandiera) | C     | Michela Mariotti    |
| 21 | Italia (bandiera)     | C     | Valentina Puglisi   |
| 22 | Italia (bandiera)     | A     | Martina Tamburini   |
| 23 | Italia (bandiera)     | C     | Federica Buonamassa |
| 24 | Italia (bandiera)     | P     | Francesca Montanari |
| 27 | Italia (bandiera)     | A     | Sofia Pirini        |
| 30 | Italia (bandiera)     | C     | Swami Giuliani      |
| 31 | Italia (bandiera)     | D     | Elena Prinzivalli   |
| 45 | Italia (bandiera)     | A     | Raffaella Barbieri  |
| 62 | San Marino (bandiera) | D     | Magda Nicolini      |
| 68 | Italia (bandiera)     | D     | Martina Carlini     |

## Calciomercato

### Sessione estiva
| Acquisti | Acquisti            | Acquisti        | Acquisti   |
| R.       | Nome                | da              | Modalità   |
| -------- | ------------------- | --------------- | ---------- |
| P        | Giulia Limardi      | Venezia         | definitivo |
| P        | Katarzyna Siejka    | Torres          | definitivo |
| D        | Martina Carlini     | Cesena          | svincolata |
| D        | Valeria Gardel      | Ravenna         | definitivo |
| C        | Federica Buonamassa | ChievoVerona FM | definitivo |
| C        | Michela Mariotti    |                 | svincolata |
| C        | Valentina Puglisi   | Napoli          | definitivo |
| A        | Yolanda Bonnín      | Venezia         | definitivo |

| Cessioni | Cessioni           | Cessioni        | Cessioni      |
| R.       | Nome               | a               | Modalità      |
| -------- | ------------------ | --------------- | ------------- |
| D        | Francesca Desiati  | Tavagnacco      | definitivo    |
| D        | Vittoria Gallina   | Ravenna         | definitivo    |
| D        | Rossella Larenza   | Brescia         | definitivo    |
| D        | Chiara Marenco     | Sampdoria       | fine prestito |
| D        | Nicole Micciarelli | ChievoVerona FM | definitivo    |
| D        | Simona Zito        | Arezzo          | definitivo    |
| C        | Alessia Accornero  | Brescia         | definitivo    |
| C        | Gaia Bolognini     | Fiorentina      | fine prestito |
| C        | Eleonora Petralia  | Ravenna         | definitivo    |
| A        | Giulia Baldini     | Ravenna         | definitivo    |
| A        | Flavia Fancellu    | ChievoVerona FM | fine prestito |
| A        | Arianna Marengoni  | ChievoVerona FM | definitivo    |

### Sessione invernale
| Acquisti | Acquisti       | Acquisti | Acquisti   |
| R.       | Nome           | da       | Modalità   |
| -------- | -------------- | -------- | ---------- |
| D        | Magda Nicolini |          | svincolata |
| D        | Shauna Peare   | Torres   | svincolata |
| C        | Kristin Carrer | Verona   | definitivo |

| Cessioni | Cessioni          | Cessioni | Cessioni   |
| R.       | Nome              | a        | Modalità   |
| -------- | ----------------- | -------- | ---------- |
| P        | Katarzyna Siejka  | Ternana  | definitivo |
| A        | Francesca Papaleo | Ravenna  | definitivo |

## Risultati

### Serie B

#### Girone di andata
| Arbitro: | Gagliardi (San Benedetto del Tronto) |

|  |           |                          |
|  | Marcatori | 45’ Colombo 53’ Gradišek |

| Arbitro: | Guiotto (Schio) |

|             |           |                          |
| Uzqueda 20’ | Marcatori | 28’, 38’ (rig.) Barbieri |

| Arbitro: | Eremitaggio (Ancona) |

|              |           |                               |
| Barbieri 76’ | Marcatori | 11’ Picchi 25’ Landa 84’ Poli |

| Arbitro: | Dini (Città di Castello) |

|                 |           |  |
| Jansen 40’, 87’ | Marcatori |  |

| Arbitro: | Nencioli (Prato) |

|                        |           |               |
| Giuliani 54’ Menín 60’ | Marcatori | 10’, 23’ Gago |

| Arbitro: | Amadei (Terni) |

|          |           |              |
| Zito 62’ | Marcatori | 23’ Barbieri |

| Arbitro: | Papi (Prato) |

|              |           |                 |
| Barbieri 25’ | Marcatori | 45+1’ Barbarino |

| Arbitro: | Castellano (Nichelino) |

|                                 |           |  |
| Ferrato 62’ Massa 34’ Bargi 41’ | Marcatori |  |

| Arbitro: | Giorgini (Pesaro) |

|                     |           |                                         |
| Barbieri 72’ (rig.) | Marcatori | 45’ Iannazzo 75’ Nagni 90+3’ Duchnowska |

| Arbitro: | Gallorini (Arezzo) |

|                     |           |                          |
| Barbieri 39’ (rig.) | Marcatori | 45+1’ (rig.), 80’ Codecà |

| Arbitro: | Mirri (Savona) |

|  |           |                                 |
|  | Marcatori | 17’ Manzetti 38’ Bonnín Roselló |

| Arbitro: | Coppola (Castellammare di Stabia) |

|              |           |                                 |
| Barbieri 15’ | Marcatori | 45+3’ Eriksen 59’ Baltrip-Reyes |

| Arbitro: | Dell'Oro (Sondrio) |

|                                             |           |  |
| Dallagiacoma 44’, 58’ Rognoni 52’ Lotti 62’ | Marcatori |  |

| Arbitro: | Dallagà (Rovigo) |

|                            |           |                                             |
| Barbieri 23’ Tamburini 41’ | Marcatori | 35’, 78’ Zazzera 39’ Fracas 71’ Stapelfeldt |

| Arbitro: | Cavacini (Lanciano) |

|            |           |  |
| Pirone 55’ | Marcatori |  |

#### Girone di ritorno
| Arbitro: | Iacopetti (Pistoia) |

|                         |           |           |
| Raggi 60’ Barbaresi 82’ | Marcatori | 79’ Menín |

| Arbitro: | Bianchi (Prato) |

|                              |           |  |
| Giuliani 48’ Tamburini 90+3’ | Marcatori |  |

| Arbitro: | Di Renzo (Bolzano) |

|                         |           |  |
| Begal 29’ Marengoni 75’ | Marcatori |  |

| Arbitro: | Bini (Macerata) |

|                          |           |            |
| Barbieri 1’ Giuliani 37’ | Marcatori | 20’ Lonati |

| Arbitro: | Faye (Brescia) |

|                            |           |  |
| Kongoulī 18’ Distefano 45’ | Marcatori |  |

| Arbitro: | Meta (Vicenza) |

|  |           |                     |
|  | Marcatori | 4’, 30’ Diaz Ferrer |

| Arbitro: | Manzini (Verona) |

|                                         |           |                |
| Tamburini 9’ Puglisi 45+2’ Barbieri 50’ | Marcatori | 90+4’ Catalano |

| Arbitro: | Carrisi (Padova) |

|                                     |           |                       |
| Giuliani 21’ Tamburini 27’ Ladu 72’ | Marcatori | 41’, 76’ (rig.) Bargi |

| Arbitro: | Ambrosino (Nola) |

|                                 |           |                  |
| Petrova 42’ Iannazzo 85’, 90+2’ | Marcatori | 2’, 25’ Barbieri |

| Arbitro: | Esposito (Napoli) |

|  |           |              |
|  | Marcatori | 61’ Barbieri |

| Arbitro: | Dania (Milano) |

|                               |           |           |
| Barbieri 40’ (rig.) Peare 60’ | Marcatori | 2’ Martín |

| Arbitro: | Palma (Napoli) |

|                                                      |           |  |
| Popadinova 2’ Visentin 7’ Gomes 53’ (71) Palombi 74’ | Marcatori |  |

| Arbitro: | Martini (Valdarno) |

|                |           |                                  |
| Barbieri 90+1’ | Marcatori | 27’, 32’ Rognoni 36’ Söndergaard |

| Arbitro: | Frazza (Schio) |

|              |           |                          |
| Pasquali 63’ | Marcatori | 85’ Puglisi 86’ Barbieri |

| Arbitro: | Barbetti (Arezzo) |

|                     |           |                                       |
| Barbieri 60’ (rig.) | Marcatori | 39’ (rig.) Sara Tui 66’, 90+3’ Pirone |

### Coppa Italia
| Arbitro: | Ubaldi (Fermo) |

|  |           |             |
|  | Marcatori | 41’ Rognoni |

## Statistiche

### Statistiche di squadra
| Competizione | Punti | In casa | In casa | In casa | In casa | In casa | In casa | In trasferta | In trasferta | In trasferta | In trasferta | In trasferta | In trasferta | Totale | Totale | Totale | Totale | Totale | Totale | DR  |
| Competizione | Punti | G       | V       | N       | P       | Gf      | Gs      | G            | V            | N            | P            | Gf           | Gs           | G      | V      | N      | P      | Gf     | Gs     | DR  |
| ------------ | ----- | ------- | ------- | ------- | ------- | ------- | ------- | ------------ | ------------ | ------------ | ------------ | ------------ | ------------ | ------ | ------ | ------ | ------ | ------ | ------ | --- |
| Serie B      | 30    | 15      | 4       | 2       | 9       | 20      | 31      | 15           | 5            | 1            | 9            | 14           | 28           | 30     | 9      | 3      | 18     | 34     | 59     | -25 |
| Coppa Italia | -     | 1       | 0       | 0       | 1       | 0       | 1       | -            | -            | -            | -            | -            | -            | 1      | 0      | 0      | 1      | 0      | 1      | -1  |
| Totale       | -     | 16      | 4       | 2       | 10      | 20      | 32      | 15           | 5            | 1            | 9            | 14           | 28           | 31     | 9      | 3      | 19     | 34     | 60     | -26 |

### Andamento in campionato
| Giornata  | 1 | 2 | 3  | 4  | 5  | 6  | 7  | 8  | 9  | 10 | 11 | 12 | 13 | 14 | 15 | 16 | 17 | 18 | 19 | 20 | 21 | 22 | 23 | 24 | 25 | 26 | 27 | 28 | 29 | 30 |
| --------- | - | - | -- | -- | -- | -- | -- | -- | -- | -- | -- | -- | -- | -- | -- | -- | -- | -- | -- | -- | -- | -- | -- | -- | -- | -- | -- | -- | -- | -- |
| Luogo     | C | T | C  | T  | C  | T  | C  | T  | C  | C  | T  | C  | T  | C  | T  | T  | C  | T  | C  | T  | C  | T  | C  | T  | T  | C  | T  | C  | T  | C  |
| Risultato | P | V | P  | P  | N  | N  | N  | P  | P  | P  | V  | P  | P  | P  | P  | P  | V  | P  | V  | P  | P  | V  | V  | P  | V  | V  | P  | P  | V  | P  |
| Posizione | 9 | 5 | 11 | 12 | 10 | 11 | 10 | 12 | 13 | 13 | 13 | 13 | 13 | 13 | 13 | 13 | 13 | 14 | 13 | 14 | 14 | 14 | 12 | 13 | 11 | 11 | 12 | 12 | 12 | 12 |

Legenda:

Luogo: C = Casa; T = Trasferta. Risultato: V = Vittoria; N = Pareggio; P = Sconfitta.

### Statistiche delle giocatrici
| Giocatore         | Serie B  | Serie B | Serie B     | Serie B    | Coppa Italia | Coppa Italia | Coppa Italia | Coppa Italia | Totale   | Totale | Totale      | Totale     |
| Giocatore         | Presenze | Reti    | Ammonizioni | Espulsioni | Presenze     | Reti         | Ammonizioni  | Espulsioni   | Presenze | Reti   | Ammonizioni | Espulsioni |
| ----------------- | -------- | ------- | ----------- | ---------- | ------------ | ------------ | ------------ | ------------ | -------- | ------ | ----------- | ---------- |
| R. Barbieri       | 29       | 18      | 2           | 0          | 1            | 0            | 0            | 0            | 30       | 18     | 2           | 0          |
| G. Basile         | -        | -       | -           | -          | -            | -            | -            | -            | -        | -      | -           | -          |
| G. Bertolotti     | 26       | 0       | 4           | 0          | 1            | 0            | 0            | 0            | 27       | 0      | 4           | 0          |
| Y. Bonnín Roselló | 25       | 1       | 0           | 0          | 1            | 0            | 0            | 0            | 26       | 1      | 0           | 0          |
| V. Brambilla      | 27       | 0       | 3           | 0          | 1            | 0            | 0            | 0            | 28       | 0      | 3           | 0          |
| F. Buonamassa     | 15       | 0       | 1           | 0          | 0            | 0            | 0            | 0            | 15       | 0      | 1           | 0          |
| M. Carlini        | 18       | 0       | 2           | 0          | 0            | 0            | 0            | 0            | 18       | 0      | 2           | 0          |
| K. Carrer         | 10       | 0       | 0           | 0          | -            | -            | -            | -            | 10       | 0      | 0           | 0          |
| Z. Cuciniello     | 1        | 0       | 0           | 0          | -            | -            | -            | -            | 1        | 0      | 0           | 0          |
| M. Gallesio       | -        | -       | -           | -          | -            | -            | -            | -            | -        | -      | -           | -          |
| V. Gardel         | 30       | 0       | 4           | 0          | 1            | 0            | 0            | 0            | 31       | 0      | 4           | 0          |
| S. Giuliani       | 30       | 4       | 3           | 0          | 1            | 0            | 0            | 0            | 31       | 4      | 3           | 0          |
| M.G. Ladu         | 29       | 1       | 3           | 0          | 1            | 0            | 0            | 0            | 30       | 1      | 3           | 0          |
| G. Limardi        | 21       | -39     | 1           | 1          | 0            | 0            | 0            | 0            | 21       | -39    | 1           | 1          |
| A. Manzetti       | 29       | 1       | 3           | 0          | 1            | 0            | 0            | 0            | 30       | 1      | 3           | 0          |
| M. Mariotti       | 1        | 0       | 0           | 0          | 0            | 0            | 0            | 0            | 1        | 0      | 0           | 0          |
| Y.S. Menin        | 24       | 2       | 2           | 0          | 1            | 0            | 0            | 0            | 25       | 2      | 2           | 0          |
| C. Modesti        | 2        | 0       | 0           | 0          | 0            | 0            | 0            | 0            | 2        | 0      | 0           | 0          |
| G. Montalti       | 20       | 0       | 3           | 0          | 1            | 0            | 0            | 0            | 21       | 0      | 3           | 0          |
| F. Montanari      | 3        | -5      | 0           | 0          | -            | -            | -            | -            | 3        | -5     | 0           | 0          |
| M. Nicolini       | -        | -       | -           | -          | -            | -            | -            | -            | -        | -      | -           | -          |
| S. Peare          | 16       | 1       | 1           | 0          | -            | -            | -            | -            | 16       | 1      | 1           | 0          |
| S. Pirini         | 19       | 0       | 0           | 0          | 1            | 0            | 0            | 0            | 20       | 0      | 0           | 0          |
| E. Prinzivalli    | 16       | 0       | 2           | 0          | 1            | 0            | 0            | 0            | 17       | 0      | 2           | 0          |
| V. Puglisi        | 21       | 2       | 1           | 0          | -            | -            | -            | -            | 21       | 2      | 1           | 0          |
| V. Sardo          | 3        | 0       | 0           | 0          | -            | -            | -            | -            | 3        | 0      | 0           | 0          |
| K. Siejka         | 7        | -15     | 0           | 0          | 1            | -1           | 0            | 0            | 8        | -16    | 0           | 0          |
| M. Tamburini      | 26       | 3       | 1           | 0          | 1            | 0            | 0            | 0            | 27       | 3      | 1           | 0          |